# Целесьниця
Целесьниця (пол. Cieleśnica) — село в Польщі, у гміні Рокитно Більського повіту Люблінського воєводства. Населення — 502 особи (2011).

## Історія
За даними етнографічної експедиції 1869—1870 років під керівництвом Павла Чубинського, у селі переважно проживали греко-католики, які розмовляли українською мовою.
За німецьким переписом 1940 року, у селі проживало 372 поляки.

## Демографія
Демографічна структура станом на 31 березня 2011 року:
|          | Загалом | Допрацездатний вік | Працездатний вік | Постпрацездатний вік |
| -------- | ------- | ------------------ | ---------------- | -------------------- |
| Чоловіки | 253     | 39                 | 172              | 42                   |
| Жінки    | 249     | 35                 | 140              | 74                   |
| Разом    | 502     | 74                 | 312              | 116                  |